# Henrik Ramsay
Carl Henrik Wolter Ramsay  (né le 31 mars 1886 à Helsinki et mort le 25 juillet 1951 à Visby) est un homme politique finlandais,.

## Biographie
En 1903, Henrik Ramsay entre à l'université et obtient une licence en 1906, puis étudie à Berlin en 1906 et 1907-1909. En 1909, Henrik Ramsay soutient sa thèse de doctorat en chimie de l'Université d'Helsinki.
Après ses études, il travaille, entre autres, comme chimiste dans une usine sucrière en Russie, puis comme directeur adjoint de l'usine sucrière de Töölö en 1911-1914, comme directeur commercial chez Hjalmar Linder en 1914-1916 et comme directeur général de l'usine de sucre Hietalahti Oy en 1916-1919.

## Carrière politique
Henrik Ramsay est ministre des Affaires étrangères du gouvernement Linkomies (5.3.1943 - 8.8.1944) et Vice-Ministre finlandais du Bien-être public du gouvernement Linkomies (5.3.1943 - 8.8.1944).
Il est Ministre du Bien-être public du gouvernement Rangell (3.7.1942 - 5.3.1943), vice-Ministre des Affaires étrangères du gouvernement Rangell (14.11.1941 - 5.3.1943) et vice-Ministre du Bien-être public du gouvernement Rangell (29.10.1941-3.7.1942).
Il est condamné à 2,5 ans de prison lors du procès pour responsabilité de guerre (1946–1947).